# 巨勢紫檀
巨勢 紫檀（こせ の したの）は、飛鳥時代の貴族。名は辛檀努、志丹とも記される。姓は臣のち朝臣。小徳・巨勢大海の子。冠位は直大参・京職大夫。

## 経歴
大化元年（645年）国司の次官として東国に赴任する。翌大化2年（646年）朝集使と国造らに対して国司の施政状況が問われた際、国司の長官の一人であった穂積咋が百姓に対して不当に物資を徴求し、のち悔い改めて物資を返還したものの一部に留まったとして責任を問われる。また、その次官であった富制某（名不明）と紫檀も上官の過ちを正さなかったとして同様に責任を問われたが、結局大赦により全員赦されている。
天武天皇13年（684年）八色の姓の制定により臣姓から朝臣姓に改姓する。天武天皇14年（685年）3月16日卒去。最終官位は京職大夫直大参。

## 系譜
- 父：巨勢大海[3]
- 母：不詳
- 生母不明の子女
  - 男子：巨勢麻呂（?-717）[3]